# Тан Сіцзін
Тан Сіцзін (кит.: 唐茜靖 Tang Xijing, нар. 3 січня 2003, Гуандун, Китай) — китайська гімнастка. Призерка чемпіонату світу в багатоборстві, переможниця та призерка юнацьких Олімпійських ігор 2018. Срібна призерка Олімпійських ігор 2020 у Токіо, Японія.

## Спортивна кар'єра
З 2017 року визнана елітною спортсменкою на національному рівні, з 2019 - елітною спортсменкою міжнародного рівня.

#### 2018
На літніх юнацьких Олімпійських іграх 2018 у Буенос-Айресі, Аргентина, здобула перемогу на колоді, бронзу - на різновисоких брусах, а у фіналі багатоборства та вільних вправах продемонструвала четвертий результат.

#### 2019
На дебютному чемпіонаті світу в Штутгарті, Німеччина, разом з Чен Йілі, Ліу Тіньтінь, Лі Шийя та Ксі Ксі в командних змаганнях посіли четверте місце, що стало найгіршим результатом команди з 2003 року, коли збірна Китаю також не потрапила на п'єдестал. Після невдалого виступу в командних змаганнях Ліу Тіньтінь зняли з фіналу багатоборства, її місце зайняла Сіцзін, яка після 21 результату в кваліфікації сенсаційно здобула срібну нагороду з 56,899 балами, поступившись лиш Сімоні Байлс.

## Результати на турнірах
| Рік  | Змагання                               | КБ | ІБ | Опорний стрибок | Різновисокі бруси | Колода | Вільні вправи |
| ---- | -------------------------------------- | -- | -- | --------------- | ----------------- | ------ | ------------- |
| 2018 | Юнацькі Олімпійські ігри               |    | 4  |                 | 3                 | 1      | 4             |
| 2019 | Чемпіонат світу                        | 4  | 2  |                 |                   |        |               |
| 2020 | Чемпіонат Китаю                        | 2  | 5  |                 |                   |        | 5             |
| 2021 | Чемпіонат Китаю                        | 2  | 4  |                 | 5                 | 3      |               |
| 2021 | Перше олімпійське випробовування Китаю |    | 2  |                 |                   |        |               |
| 2021 | Друге олімпійське випробовування Китаю |    | 4  |                 |                   |        |               |
| 2021 | Олімпійські ігри                       | 7  | 7  |                 |                   | 2      |               |